# 2578 Saint-Exupéry
2578 Saint-Exupéry è un asteroide della fascia principale. Scoperto nel 1975, presenta un'orbita caratterizzata da un semiasse maggiore pari a 3,0027258 UA e da un'eccentricità di 0,0950515, inclinata di 10,57494° rispetto all'eclittica.
L'asteroide è stato intitolato allo scrittore francese Antoine de Saint-Exupéry.